# Pârâul Ursului, Tazlăul Sărat
Pârâul Ursului sau Râul Ursu este un curs de apă, afluent al râului Tazlăul Sărat. 